# Tephritis subradiata
Tephritis subradiata är en tvåvingeart som beskrevs av Wulp 1900. Tephritis subradiata ingår i släktet Tephritis och familjen borrflugor. Inga underarter finns listade i Catalogue of Life.